# جفرسون دي أوليفيرا غالفاو

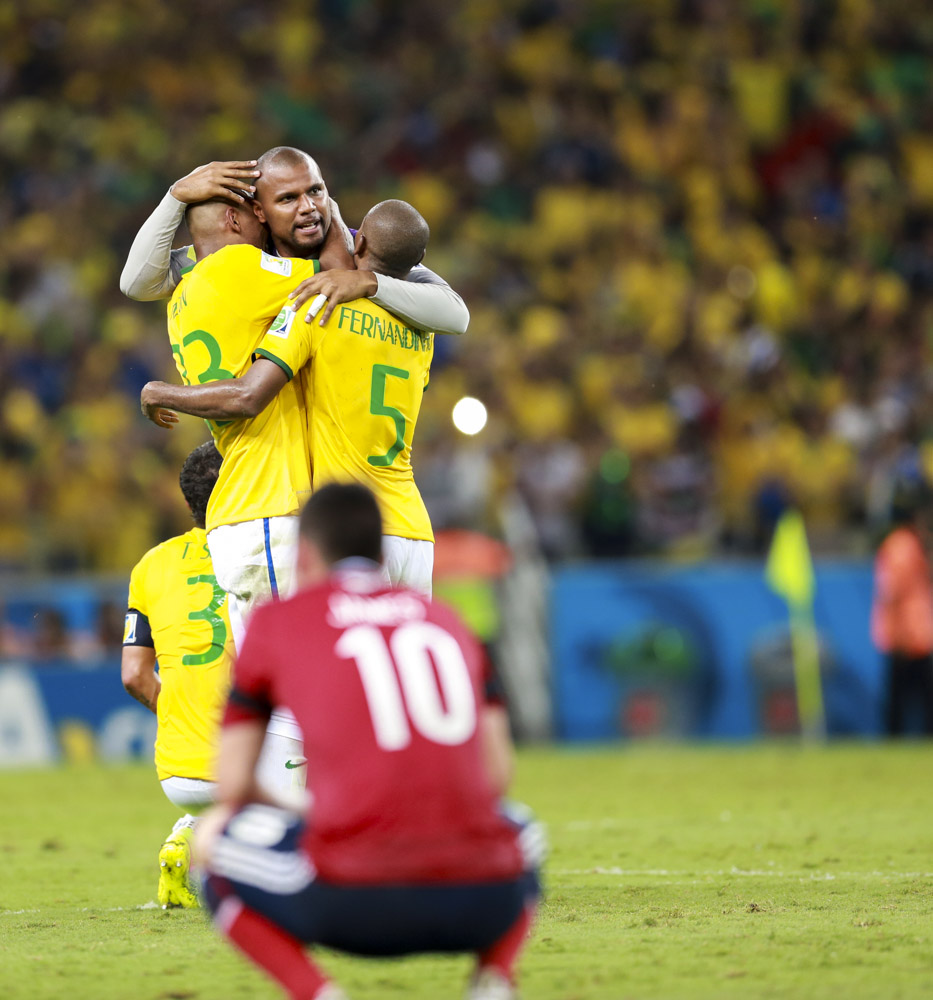

جفرسون دي أوليفيرا غالفاو (بالبرتغالية: Jefferson) و الذي يعرف عادةً بـ جفرسون ، هو حارس مرمى كرة قدم برازيلي، من مواليد 2 يناير 1983 في ولاية ساو باولو في البرازيل. ويلعب حاليا لصالح نادي بوتافوغو ريغاتاس البرازيلي منذ 2009 في مركز حراسة المرمى.

## روابط خارجية
- جفرسون دي أوليفيرا غالفاو على موقع الاتحاد الدولي (مؤرشف)  (الإنجليزية)
- جفرسون دي أوليفيرا غالفاو على موقع الاتحاد الأوربي (الإنجليزية)
- جفرسون دي أوليفيرا غالفاو على موقع اتحاد تركيا (لاعب) (الإنجليزية)
- جفرسون دي أوليفيرا غالفاو على موقع قاعدة بيانات كرة القدم.إي يو (الإنجليزية)
- جفرسون دي أوليفيرا غالفاو على موقع ليكيب (الفرنسية)
- جفرسون دي أوليفيرا غالفاو على موقع ناشيونال فوتبول تيمز (الإنجليزية)
- جفرسون دي أوليفيرا غالفاو على موقع Soccerway.com (الإنجليزية)
- جفرسون دي أوليفيرا غالفاو على موقع عالم كرة القدم.نت (الإنجليزية)
- جفرسون دي أوليفيرا غالفاو على موقع AS.com (الإسبانية)